# Max Bewer

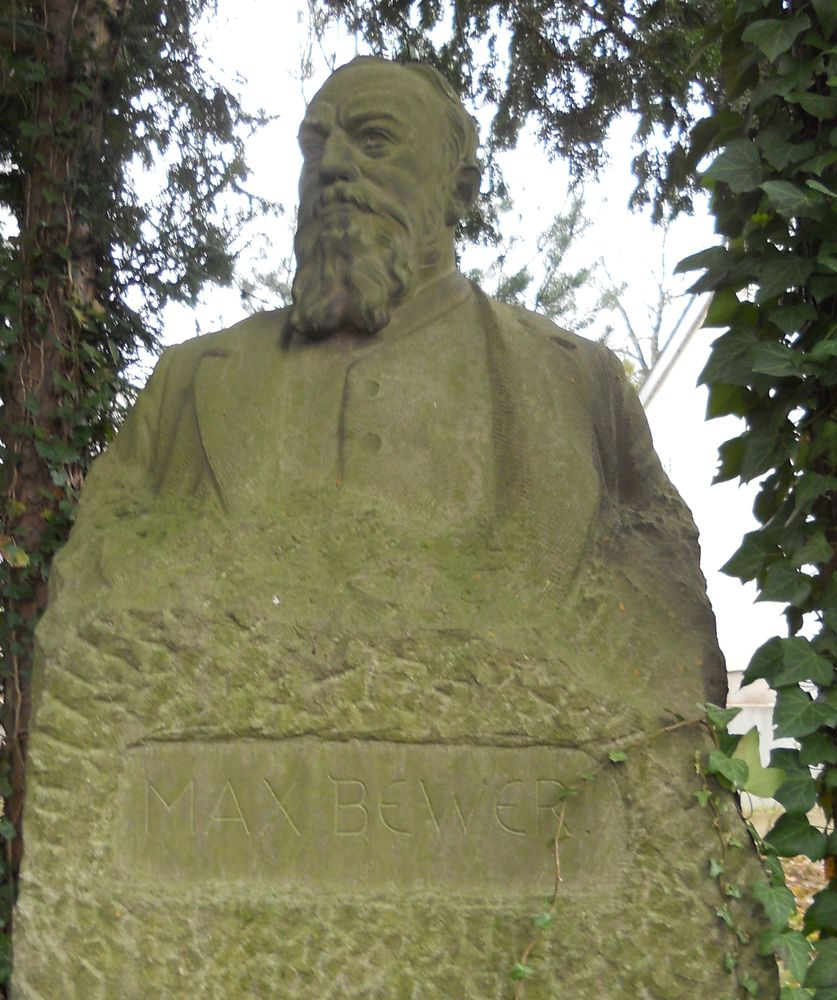
Denkmal auf dem Urnenhain Tolkewitz

Max Bewer (* 19. Januar 1861 in Düsseldorf; † 13. Oktober 1921 in Meißen) war ein deutscher Schriftsteller und Dichter.

## Leben
Der Sohn des Malers Clemens Bewer und der Bertha Glaserfeld sowie Bruder des Reichsgerichtsrates Rudolf Bewer wurde als Spross einer angesehenen rheinischen Künstlerfamilie in Düsseldorf geboren. Nach dem vorzeitigen Schulabbruch versuchte er sich als Theaterkritiker in Hamburg. Eigene literarischen Versuche, wie das Drama Danton (1883), blieben von der Öffentlichkeit wenig beachtet. Nachdem Bewer das Abitur nachgeholt hatte, arbeitete er als Auslandskorrespondent für mehrere Zeitungen in Kopenhagen. 1890 ließ er sich als freier Schriftsteller in Laubegast bei Dresden nieder und schloss sich dem völkisch-antisemitischen Lager an.

### Gedichte und politische Schriften

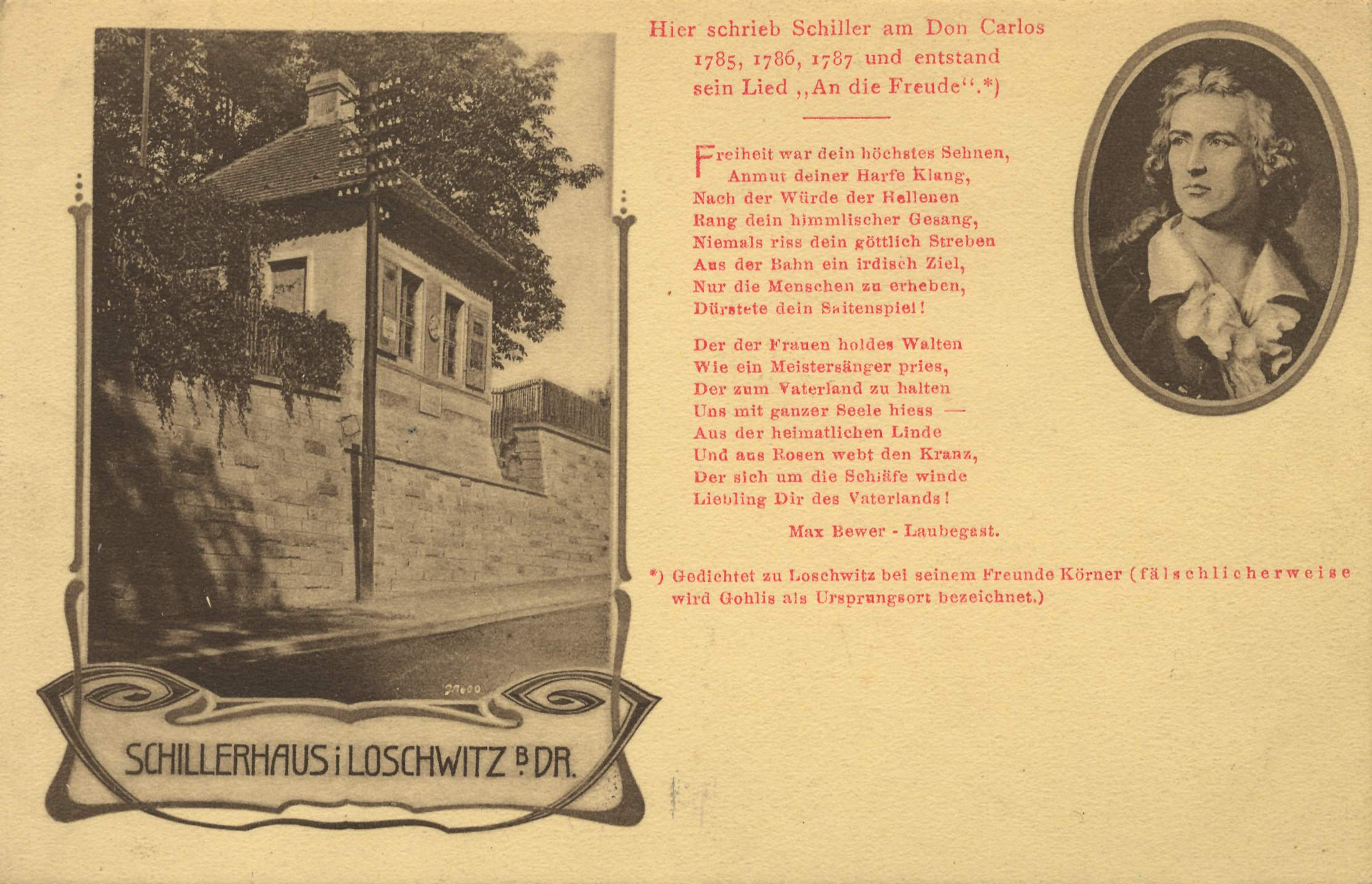
Ansichtskarte mit dem Schillerhäuschen und einem Gedicht von Max Bewer

Bewers zahlreiche Gedichte und Schriften sind Variationen von drei immer gleichen Themen: Die Verehrung der deutschen Klassiker, die Glorifizierung des „Reichsgründers“ Otto von Bismarck und ein fanatischer Antisemitismus. Dennoch erfreute er sich einer breiten, wohlmeinenden Leserschaft, bis hinauf zum sächsischen Königshaus. Weite Teile der Öffentlichkeit nahmen Bewer als Heimatdichter im Umfeld der Heimatkunstbewegung wahr. Publikumserfolge und Auszeichnungen erzielte er mit Stadthymnen, Landschafts- und Volksdichtung (Lieder aus Norwegen, Lieder aus der kleinsten Hütte) und patriotischer Heldenbeweihräucherung (Der deutsche Himmel). Im Jahr 1906 schlugen ihn drei Personen für den Literatur-Nobelpreis vor.
Gleichzeitig agierte Bewer als politischer Schriftsteller im Umfeld der völkischen Bewegung. Zwischen 1890 und 1914 trat er mit zahlreichen Aufsätzen, Broschüren, Bilderbogen und Büchern an die Öffentlichkeit, die sich im antisemitischen Sinne mit der „Judenfrage“ befassten. An der Karikaturenserie Politische Bilderbogen (1892–1901, 33 Nummern) war Bewer maßgeblich beteiligt. Er lieferte die Begleittexte, in denen zum Teil unverhohlen zum Pogrom an Juden aufgerufen wurde.
Diese und andere Werke Bewers erschienen ab 1890 im Dresdner Verlag F. W. Glöß, später auch in Bewers eigenem Goethe-Verlag. Über den Verleger Glöß kam Bewer mit prominenten Vertretern der völkischen Bewegung wie Julius Langbehn und Hermann Ahlwardt in Kontakt. Er verstand sich als Schüler des Kulturphilosophen Langbehn und verfasste 1892 eine anonyme Verteidigungsschrift für dessen Buch Rembrandt als Erzieher (1890).

### Bismarck-Verehrung und völkischer Antisemitismus
Öffentliches Aufsehen erregten Anfang der 1890er Jahre Bewers Bismarck-Schriften, die mit populistischer Schärfe Kaiser Wilhelm II., die Politik des „Neuen Kurses“ unter Bismarcks Nachfolger Leo von Caprivi sowie die inneren „Reichsfeinde“ attackierten. Der Tenor lautete stets ähnlich: Noch nie sei die deutsche Politik nach innen und außen so schwächlich und unsicher gewesen. Bismarcks Sturz sei das Ergebnis eines jüdisch-jesuitischen Komplotts, Caprivis Politik sei „judenliberal“ und spiele den inneren und äußeren „Reichsfeinden“ in die Hände, während der Kaiser in byzantinischer Eitelkeit und Unfähigkeit gefangen und dem Volk entfremdet sei. Demgegenüber feierte Bewer Bismarck als „Volkstribun“ und Galionsfigur der „nationalen Opposition“ gegen Hof, Regierung und innere „Reichsfeinde“, die allesamt unter jüdischem Einfluss stünden.
Bewer war einer der begehrtesten Festredner auf Bismarck-Feiern und Einweihungen von Bismarck-Denkmälern. 1891 gab Bismarck seinem bedingungslosen Bewunderer eine Audienz. Danach wahrte man in Friedrichsruh allerdings Distanz zu dem „ordinären Charakter“ und „taktlosen, wenn auch wohlmeinenden Kleinstädter“ (Herbert von Bismarck). Bewer kann als populärster Verfechter eines völkischen Bismarck-Bildes gelten, das sich nicht scheute, den „Reichsgründer“ als Kronzeugen für den Antisemitismus zu instrumentalisieren, so beispielsweise im Bilderbogen Nr. 10.

### Ritualmordlegende
Das im Langbehnschen Stil verfasste Werk Gedanken (1892) befasst sich u. a. mit der durch den Xantener Ritualmordvorwurf ins öffentliche Bewusstsein gerückten Ritualmordlegende. Hier vertrat Bewer die These, Juden würden Christenkinder töten, um mit ihrem Blut eine Art isopathische Therapie zur Reinhaltung ihrer Rasse durchzuführen (so auch Bilderbogen Nr. 13).

### „Der deutsche Christus“
Auch in seinem Werk Der deutsche Christus (1907) mischte Bewer religiöse und rassistische Judenfeindlichkeit, indem er Jesus Christus zum niederrheinischen Arier und Antisemiten erklärte. Die dahinter stehende Ideologie zielte auf die Synthese von Deutschtum und Christentum als Überwindung der konfessionellen Spaltung auf der Basis des „Juden“ als gemeinsamen Feind aller Deutschen und aller Christen. Vorbild für diese völkisch-religiösen Spekulationen dürften wohl die Schriften Paul de Lagardes und Houston Stewart Chamberlains gewesen sein. Bemerkenswert ist in diesem Zusammenhang, dass Bewer einer der wenigen Katholiken war, die in der völkischen Bewegung agierten und eine Zusammenführung von katholischem und völkischem Antisemitismus anstrebten. Eine größere Resonanz im katholischen Milieu erzielte Bewer jedoch nicht.

### Autor der völkischen Szene und Niedergang
Neben eigenständigen Werken veröffentlichte Max Bewer zahlreiche Beiträge in der Antisemitischen Correspondenz (später Deutsch-soziale Blätter) und in Theodor Fritschs Zeitschrift Hammer. Damit zählte er zu den produktivsten Autoren der völkisch-antisemitischen Szene. Für seine Vielschreiberei erntete er in der völkischen Bewegung nicht nur Applaus. Man denunzierte ihn (unzutreffend) als „Halbjuden“ und spottete über seinen anbiedernden Stil. Im Ersten Weltkrieg verfasste Bewer unzählige patriotische Gedichte und verherrlichte den einige Jahre zuvor noch scharf kritisierten deutschen Kaiser in groteskem Widerspruch zur wahren Stimmung an der Front und in der Heimat. Im völkischen Milieu der Weimarer Republik konnte Bewer nicht mehr Fuß fassen.
Nach seinem Tod 1921 im Alter von 60 Jahren wurde ihm im Hain des Krematoriums Tolkewitz in Dresden 1923 ein Denkmal gesetzt. Es steht noch heute.

## Auszeichnungen und Ehrungen
- 1889: Goethe-Preis der Frankfurter Zeitung

## Werke
- Danton, Drama, 1883
- Bismarck wird alt!, Grunow, Leipzig 1889
- Bismarck, Moltke und Goethe. Eine kritische Abrechnung mit Dr. Georg Brandes, Bagel, Düsseldorf 1890
- Ein Goethepreis, Glöß, Dresden 1890
- Gedanken über Bismarck. Politische Aphorismen, Glöß, Dresden 1890
- Bei Bismarck, Glöß, Dresden 1891
- Bismarck im Reichstage, Glöß, Dresden 1891
- Bismarck und Rotschild, Glöß, Dresden 1891
- Rembrandt und Bismarck, Glöß, Dresden 1891
- Der Untergang Österreichs, Glöß, Dresden 1891
- Politische Bilderbogen 1892–1901, 33 Nummern, Glöß, Dresden
- Grabschriften auf Bismarck, Glöß, Dresden 1892
- Bismarck und der Hof, Glöß, Dresden 1892
- Gedanken, Glöß, Dresden 1892
- Bismarck und der Kaiser, Glöß, Dresden 1895
- Gedichte, Glöß, Dresden 1895
- Der Papst in Friedrichsruh, Glöß, Dresden 1897
- Xenien, Glöß, Dresden 1899
- Künstlerspiegel, Goethe Verlag, Dresden 1904
- Bismarck, Schuster u. Löffler, Berlin 1905
- Der deutsche Christus, Goethe Verlag, Dresden 1907
- Sparsold. Ein Vorschlag für Armee und Volk, Goethe Verlag, Dresden 1909
- Wie man glücklich wird, Goethe Verlag, Dresden 1910
- Lieder aus der kleinsten Hütte, Goethe Verlag, Leipzig 1911
- Der deutsche Himmel, Goethe Verlag, Leipzig 1912
- Kriegslieder und Kriegshumor, Hausemann, Penig in Sachsen 1915
- Deutsches Kriegs-Gebetbuch, Goethe Verlag, Leipzig 1915
- Der Kaiser im Schützengraben und andere Kriegslieder, Goethe Verlag, Leipzig 1915
- Humor ins Feld!, Goethe Verlag, Leipzig 1915
- Der Kaiser im Feld. 50 Kriegslieder, Goethe Verlag, Leipzig 1916
- 200 Kriegslieder, Goethe Verlag, Leipzig 1916
- Eiserner Friede, Goethe Verlag, Leipzig 1916
- Flottenkriegslieder, Goethe Verlag, Leipzig 1916
- Bei Kaiser und Hinderburg im großen Hauptquartier, Remert, Dresden 1917
- Trommeln und Posaunen. 70 neue Kriegsgedichte, Schultze, Leipzig 1918
- Trostgedanken für Hinterbliebene, Goethe Verlag, Leipzig 1919
- Die Spatzen-Republik, Goethe Verlag, Leipzig 1920